# Chico, Washington
Chico är en ort i Kitsap County i delstaten Washington, USA.